# هاشمية التجار
هاشمية التجار كانت سيدة مجتهدة في إيران في القرن العشرين الميلادي.
حصلت على درجتي الاجتهاد في الفقه والأصول. وابنة أخيها هي نصرت أمين الأصفهانية أبرز مثقفة دينية وعالمة شيعية في إيران في القرن العشرين الميلادي.
هناك دلائل تشير إلى أن عمل نصرت أمين المُعَنْوَن "الأربعين الهاشمية" ربما بدأته هاشمية التجار.